# Titularbistum Otriculum
Otriculum ist ein Titularbistum der römisch-katholischen Kirche. 
Es geht zurück auf ein früheres Bistum der gleichnamigen antiken Stadt (jetzt Otricoli) in der italienischen Landschaft Umbrien.
| Titularbischöfe von Otriculum |                                                  |                                                      |                   |                   |
| Nr.                           | Name                                             | Amt                                                  | von               | bis               |
| 1                             | Pierre Mamie                                     | Weihbischof in Lausanne, Genf und Freiburg (Schweiz) | 15. Juli 1968     | 29. Dezember 1970 |
| 2                             | Felipe Aguirre Franco                            | Weihbischof in Tuxtla Gutiérrez (Mexiko)             | 12. März 1974     | 28. April 1988    |
| 3                             | Piero Biggio Titularerzbischof pro hac vice      | Apostolischer Nuntius                                | 10. Dezember 1988 | 18. April 2007    |
| 4                             | Tommaso Caputo Titularerzbischof pro hac vice    | Apostolischer Nuntius                                | 3. September 2007 | 10. November 2013 |
| 5                             | Mirosław Adamczyk Titularerzbischof pro hac vice | Apostolischer Nuntius                                | 22. Februar 2013  |                   |